# Малоско
Малоско (італ. Malosco) — муніципалітет в Італії, у регіоні Трентіно-Альто-Адідже,  провінція Тренто.
Малоско розташоване на відстані близько 520 км на північ від Рима, 45 км на північ від Тренто.

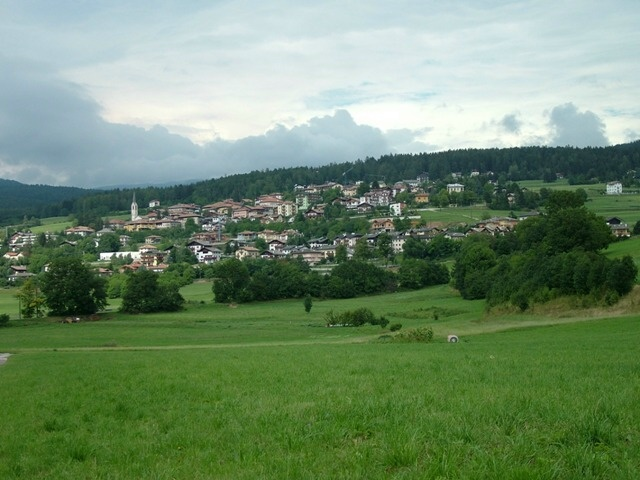

Населення — 468 осіб (2014).

## Демографія
Населення за роками:

Станом на 31 грудня 2014 року в муніципалітеті офіційно проживали 83 іноземці з 9 країн, серед них 19 громадян країн Євросоюзу.

## Сусідні муніципалітети
- Апп'яно-сулла-Страда-дель-Віно
- Фондо
- Ронцоне
- Сарноніко